# Annalisa Favetti
Annalisa Favetti (Roma, 31 ottobre 1978) è un'attrice italiana.

## Biografia
Inizia a lavorare come attrice fin dalla tenera età; vince giovanissima il provino per entrare al laboratorio di esercitazioni sceniche diretto da Gigi Proietti, da qui comincia a lavorare con lui a teatro in varie opere come "Leggero, Leggero", "Opera del mendicante" e "A me gli occhi bis" accompagnandolo parallelamente anche nelle sue ospitate televisive a Domenica In ed altri programmi.
Inizia a recitare al cinema con Alberto Sordi in Nestore l'ultima corsa proseguendo allo stesso tempo la carriera teatrale al fianco di registi come Ennio Coltorti e Marcello Cotugno. 
Sempre in questi anni inizia a lavorare anche in televisione in produzioni come Dottoressa Giò e Linda e il Brigadiere. 
I primi grandi successi arrivano agli inizi del 2000 quando collabora con Alessandro Benvenuti con "Un passato da melodici moderni" debuttando al Teatro della Cometa e successivamente al Teatro Vittoria. 
Inizia poi una lunga collaborazione con Pino Ammendola: debutta così in Coppie Multiproprietà, spettacolo che porterà avanti per più di 10 anni collaborando con attori quali Nicola Pistoia, Max Tortora, Stefano Masciarelli e Massimo Corvo. 
Debutta successivamente con Antonio Giuliani e Vladimir Luxuria  al Teatro Parioli con "Che fine ha fatto Cenerentola" e parallelamente inizia a lavorare con Alessandro Gassman e Giuseppe Fiorello nello spettacolo "Delitto per delitto", collaborazione che porterà una tournée di 3 anni con la regia di Alessandro Benvenuti. 
Nel mentre prosegue la sua carriera televisiva apparendo in Un papà quasi perfetto con Michele Placido ed Elena Sofia Ricci e Provaci ancora Prof. 
Nel 2005 entra nella compagnia fissa del Teatro Vittoria, con la regia di Attilio Corsini, recitando in opere come Spirito allegro, Black Comedy e Rumori Fuori scena.
Collabora poi con Marco Presta e Giancarlo Ratti sia in Televisione con Dove osano le quaglie sia in teatro con lo spettacolo "Abbiamo 2 ore di vantaggio".
Debutta successivamente nella commedia musicale Il marchese del grillo con Enzo Garinei e Carlo Croccolo sotto la regia di Gigi Palla. 
Entra successivamente nel cast fisso di Un posto al sole con il ruolo di Isabella Forte. Sempre in quel periodo recita in Studio Illegale con Fabio Volo e L'abbiamo fatta grossa con Antonio Albanese per la regia di Carlo Verdone.
Continua accanto ad Alessandro Benvenuti in Tourneè con Odio Amleto lavorando con Gabriel Garko, Paola Gassman e Ugo Pagliai. Sempre in quegli anni è protagonista del thriller Pop Black Posta, successivamente è ospite di Gigi Marzullo a Sottovoce.
Poco più tardi va in tournee con Belle Ripiene, produzione del Teatro Sistina con Tosca D'Aquino, Roberta Lanfranchi e Rossella Brescia, l'Ombra di Totò con la regia di Stefano Reali, L'uomo che amava le donne con Corrado Tedeschi e Lady D. con la regia di Pino Ammendola. Prende in seguito parte al film Un Marziano di nome Ennio con Massimo Dapporto e Michele Placido, ispirato alla vita dello scrittore e sceneggiatore Ennio Flaiano.

## Filmografia

### Cinema
- Nestore, l'ultima corsa, regia di Alberto Sordi (1994)
- Ti spiace se bacio mamma?, regia di Alessandro Benvenuti (2003)
- Oltre, regia di Danilo Cataldo (2005)
- Sweet Sweet Marja, regia di Angelo Frezza (2007)
- Studio illegale, regia di Umberto Carteni (2012)
- L'abbiamo fatta grossa, regia di Carlo Verdone (2016)
- Pop Black Posta, regia di Marco Pollini (2018)
- A.N.I.M.A., regia di Pino Ammendola (2018)
- Dolcemente Complicate, regia di Angelo Frezza e Rosario Petrix (2020)
- Un Marziano di nome Ennio, regia di Davide Cavuti (2021)
- Ragazzaccio, regia di Paolo Ruffini (2022)

### Televisione
- La dottoressa Giò, regia di Filippo De Luigi (1997)
- Linda e il brigadiere, regia di Gianfranco Lazotti (1997)
- Turbo, regia di Antonio Bonifacio (2000)
- Distretto di Polizia, regia di Renato De Maria (2000)
- La Squadra, regia di Lucio Gaudino (2001)
- Il destino ha quattro zampe, regia di Tiziana Aristarco (2002)
- Un papà quasi perfetto, regia di Maurizio Dell'Orso (2003)
- Part Time, regia di Angelo Longoni (2004)
- Provaci ancora Prof, regia di Tiziana Aristarco (2005)
- Un medico quasi perfetto, regia di Raffaele Mertes (2007)
- Distretto di Polizia, regia di Alberto Ferrari (2011)
- Un posto al sole, nel ruolo di Isabella (2012-2013)
- Come fai sbagli, regia di Riccardo Donna e Tiziana Aristarco (2019)
- La dottoressa Giò, regia di Antonello Grimaldi (2019)

### Teatro
- Leggero leggero - Regia di Gigi Proietti (1993)
- L’opera del mendicante - Regia di Gigi Proietti (1993)
- La partitella - Regia di Ennio Coltorti (1993)
- Benvenuto Cellini - Regia di Gigi Proietti (1994)
- A me gli occhi bis - Gigi Proietti (1994)
- Paradise City - Regia di Sergio Zecca (1995)
- Buonanotte incubi d’oro - Regia di Sergio Zecca (1996)
- Emily Muller - Regia di Marcello Cotugno (1996)
- L’uomo dalla voce umana - Regia di Marcello Cotugno (1996)
- Prove per un recital - Regia di Gigi Proietti (1997)
- Rock Aulularia - Regia di Mario Scaccia (1997)
- Spirito allegro - Regia di Carlo Alighiero (1997)
- Sogno di una notte di mezza estate - Regia di Carlo Alighiero (1998)
- Decamerone - Regia di Augusto Zucchi (1998)
- Titanic - Regia di Claudio Insegno (1999)
- Lunendoli - Regia di Mario Moretti (1999)
- Otello - Regia di Paolo Gazzara (1999)
- Il ritorno del turco in Italia - Regia di Angelo Savelli (1999)
- Gli anni del giubileo - Regia Mariano Rigillo (2000)
- Anno Zero, e Donne di Ripicche - Regia di Salvatore Chiosi (2000)
- Un passato da melodici moderni - Regia di Alessandro Benvenuti (2000-2001)
- Le nuvole sul divano - Regia di Augusto Zucchi (2001)
- Coppie in multiproprietà - Regia di Nicola Pistoia (2002)
- Che fine ha fatto Cenerentola - Regia di Enrico Maria Lamanna (2003)
- Delitto per delitto - Regia di Alessandro Benvenuti (2001-2004)
- Amore e audience - Regia di Stefano Masciarelli (2004)
- Spirito allegro - Regia di Attilio Corsini (2005)
- Prova a farmi ridere - Regia Maurizio Micheli(2006)
- Sesso e bugie - Regia di Attilio Corsini (2006)
- La scoperta dell’America all’antica osteria - Regia di Attilio Corsini (2007)
- Abbiamo due ore di vantaggio - Regia di Fabio Toncelli (2007)
- Black Comedy - Regia di Attilio Corsini (2007)
- Le Invasioni Barbariche - Regia Attilio Corsini (2008)
- Rumori fuori scena Regia di Attilio Corsini (2008)
- L’Arte della Commedia - Regia di Stefano Messina (2009)
- E per fortuna è una notte di luna - Regia di Stefano Messina (2009)
- Testamento del marchese del grillo - Regia di Gigi Palla (2010)
- L’arte della commedia - Regia di Stefano Messina (2011-2012)
- Coppie in multiproprietà - Regia di Pino Ammendola (2011-2013)
- Il cantico dei cantici - Regia di Roberto Della Casa (2013)
- Il bugiardo - Regia di Roberto Della Casa (2012-2013)
- Una bugia tira l’altra - Regia di Luigi Russo (2014-2018)
- A Natale divento Gay - Regia di Pino Ammendola (2014-2015,2018)
- Odio Amleto - Regia di Alessandro Benvenuti (2017-2018)
- L’uomo che amava le donne - Regia di Corrado Tedeschi (2020-2021)
- Lady D. - Regia Pino Ammendola (2021-2022)
- Belle Ripiene - Regia di Massimo Romeo Piparo (2021-2022)
- L'Ombra di Totò - Regia di Stefano Reali (2022)

### Programmi TV
- Dove osano le quaglie - Regia di Antonello Dose e Marco Presta (2004)

### Spot pubblicitari
- Motta - Regia di Harald Zwart
- Poste Italiane - Regia di Javier Usandivaras
- Finish - Regia di Umberto Carteni
- Danacol - Regia di Umberto Carteni
- Amaro Lucano - Regia di Alex Sweet

### Cortometraggi
- Caffè Brasil - Regia di Sebastiano Bianco (2001)
- Oltre - Regia di Danilo Cataldo (2010)
- 48 ore - Regia di Mino Franciosa (2017)